# Kim A-lang
Kim A-lang (in hangŭl: 김아랑; Jeonju, 22 agosto 1995) è una pattinatrice di short track sudcoreana, campionessa olimpica della staffetta a Soči 2014 e Pyeongchang 2018.

## Palmarès
- Olimpiadi

Soči 2014: oro nella staffetta 3000 m;
Pyeongchang 2018: oro nella staffetta 3000 m;
- Mondiali

Montréal 2014: argento nei 1500 m;
- Universiadi

Krasnojarsk 2009: oro nei 1000 m; oro nei 1500 m;
- Mondiali junior

Varsavia 2013: oro nella staffetta 3000 m; argento in classifica generale;

### Coppa del Mondo
- Miglior piazzamento nella Coppa del Mondo dei 1000 m: 2ª nel 2014.
- Miglior piazzamento nella Coppa del Mondo dei 1500 m: 2ª nel 2014.
- Miglior piazzamento nella Coppa del Mondo dei 500 m: 33ª nel 2014.
- 10 podi (6 individuali, 4 a squadre):
  - 4 vittorie (1 individuale, 3 a squadre);
  - 5 secondi posti (4 individuali, 1 a squadre);
  - 1 terzo posto (individuale).